# Mastomys kollmannspergeri
Mastomys kollmannspergeri — вид гризунів родини Muridae, поширений у Камеруні, Чаді, Нігері, Нігерії та Судані. Його природні середовища існування — сухі савани, переривчасті річки, переривчасті прісноводні озера та міські райони.